# Karniska alperna

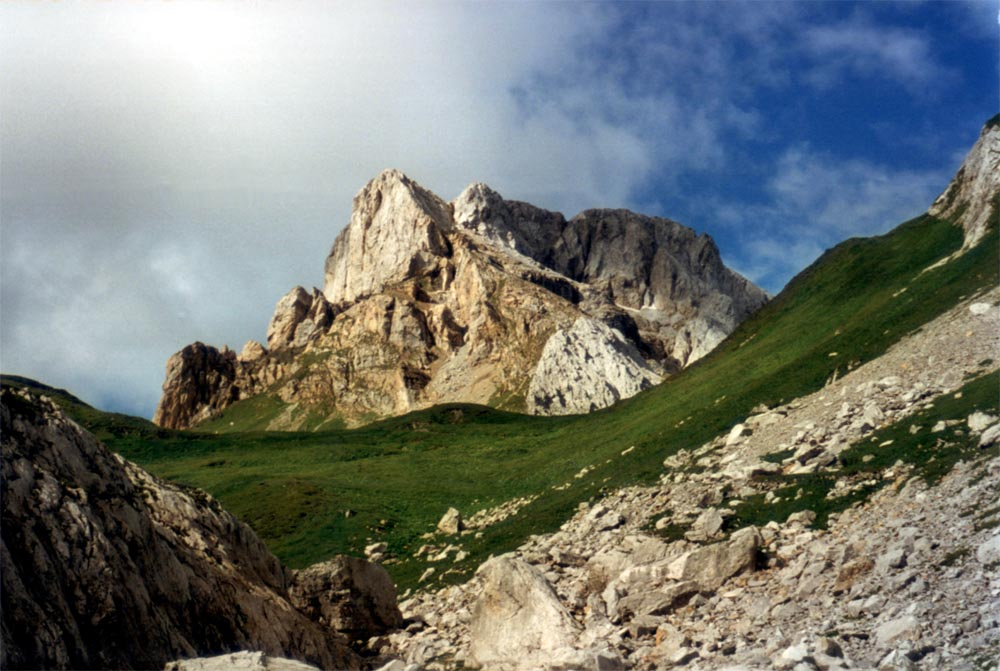
Hochweißstein/Monte Peralba.

Karniska alperna är en 110 kilometer lång bergskedja i Alperna söder om floden Gail. Den bildar gränsen mellan de österrikiska förbundsländerna Kärnten respektive Tyrolen och Italien. Högsta bergstopp är Hohe Warte, 2 780 meter över havet.